# Graptopetalum
Graptopetalum és un gènere de plantes amb flors pertanyent a la família Crassulaceae. Són plantes suculentes perennes nadiues de Mèxic i Arizona. Creixen usualment en forma de roseta. Comprèn 24 espècies descrites i d'aquestes, només 19 acceptades.

## Taxonomia
El gènere va ser descrit per Joseph Nelson Rose i publicat en Contributions from the United States National Herbarium 13(9): 296, f. 55, pl. 52. 1911. L'espècie tipus és: Graptopetalum pusillum Rose
Etimologia

Graptopetalum: nom genèric que deriva de les paraules gregues: γραπτός (graptos) per a "escrits, pintats" i πέταλον (petalon) per a "pètals" on es refereix als generalment pètals tacats.

## Espècies acceptades
A continuació es relaciona un llistat de les espècies del gènere Graptopetalum, ordenades alfabèticament. Per a cadascuna s'indica el nom binomial seguit de l'autor, abreujat segons les convencions i usos.
- Graptopetalum amethystinum (Rose) I.Walther
- Graptopetalum bartramii Rose
- Graptopetalum bellum (Habiten & Meyran) D.R.Hunt
- Graptopetalum filiferum (S.Watson) Whitehead
- Graptopetalum fruticosum Habiten
- Graptopetalum glassii Acevedo-Rosas & Cházaro
- Graptopetalum grande Alexander
- Graptopetalum macdougallii Alexander
- Graptopetalum marginatum Kimnach & Moran
- Graptopetalum mendozae Glass & Chazaro
- Graptopetalum occidentale Rose ex Walther
- Graptopetalum pachyphyllum Rose
- Graptopetalum paraguayense (N.e.br.) I.Walther
  - Graptopetalum paraguayense subsp. bernalense Kimnach & R. Moran
- Graptopetalum pentandrum Moran
- Graptopetalum pusillum Rose
- Graptopetalum rusbyi (Greene) Rose
- Graptopetalum saxifragoides Kimnach
  - Graptopetalum saxifragoides var. fariniferum Kimnach[4]
- Graptopetalum superbum Kimnach

## Galeria

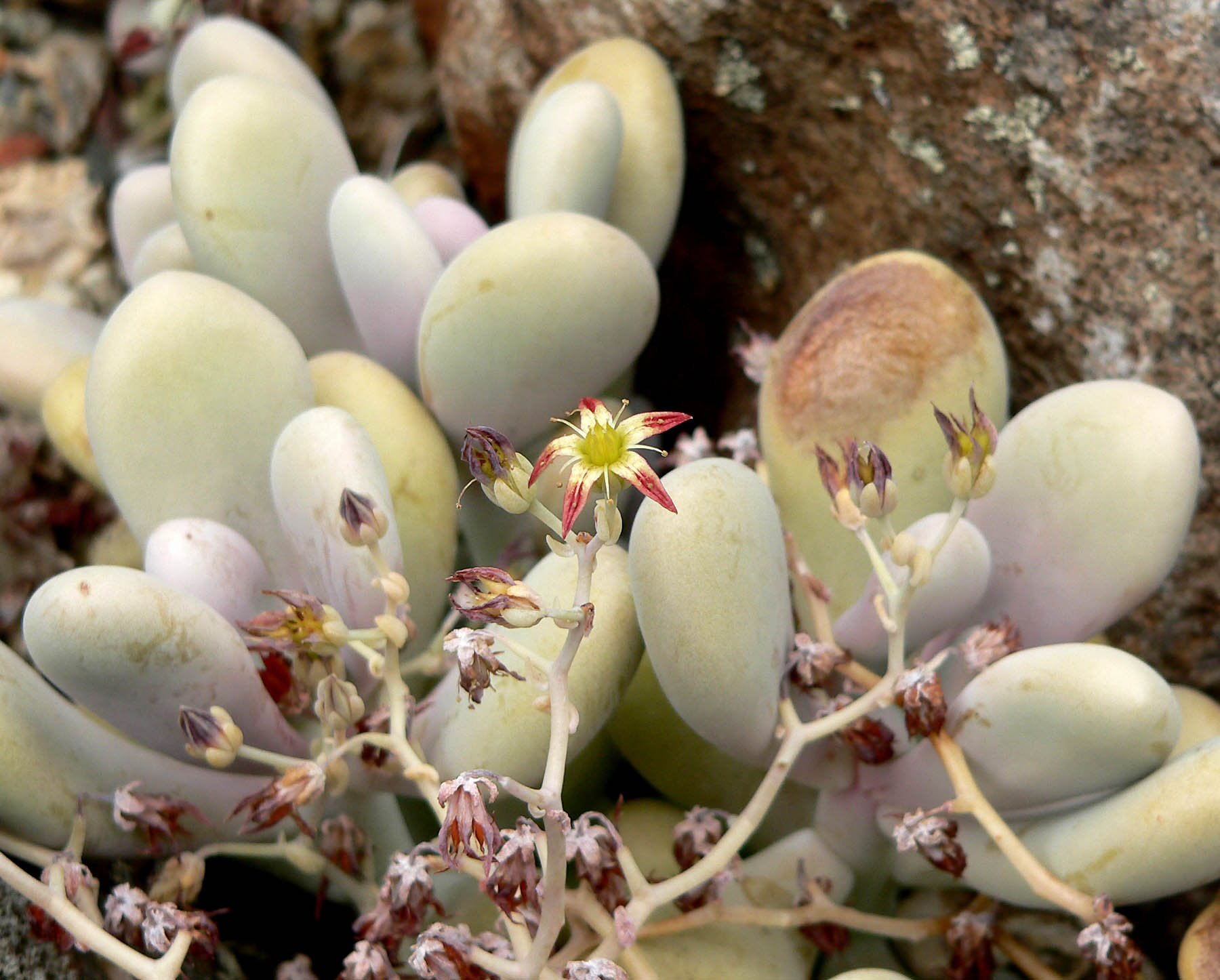
G. amethystinum
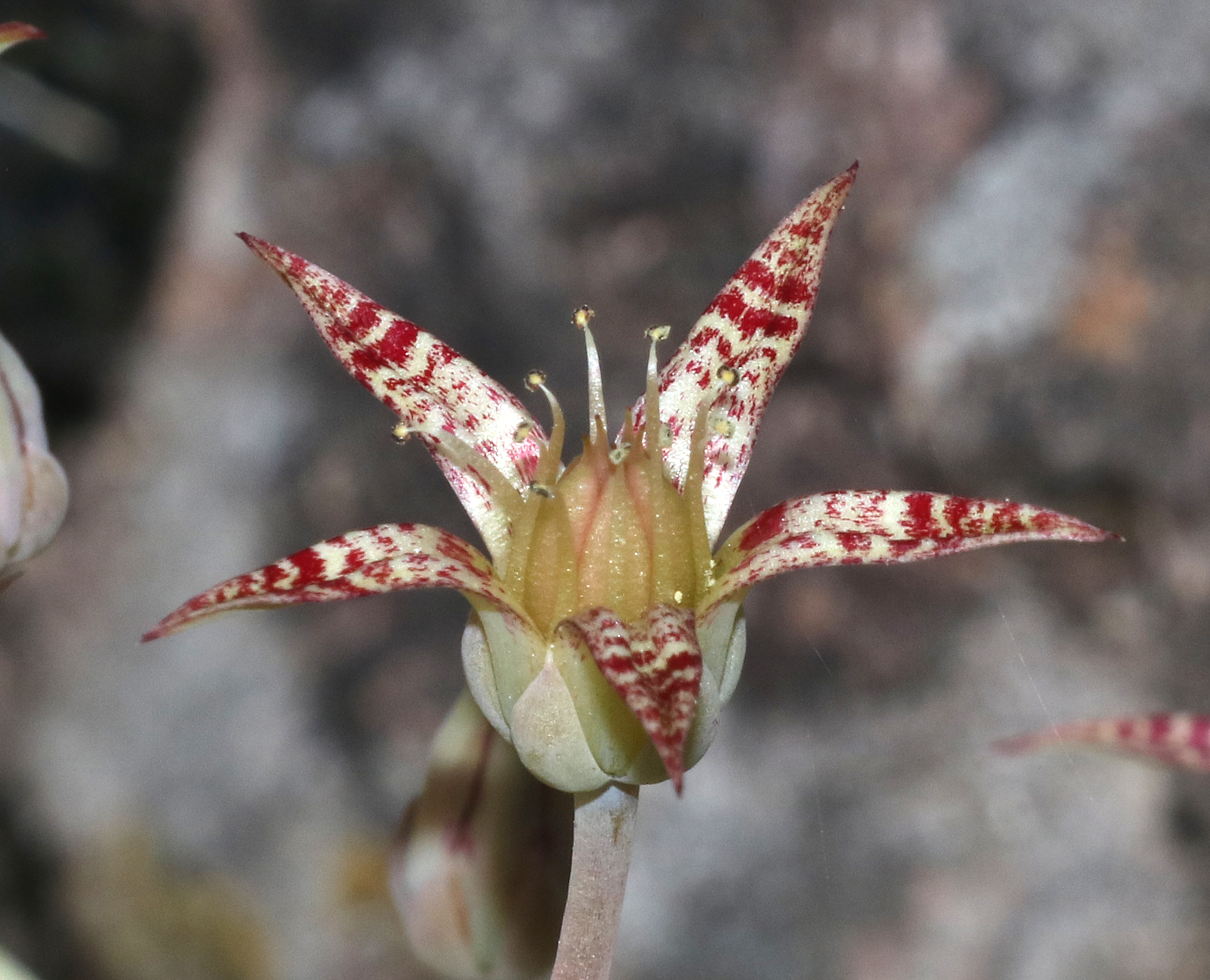
G. bartramii
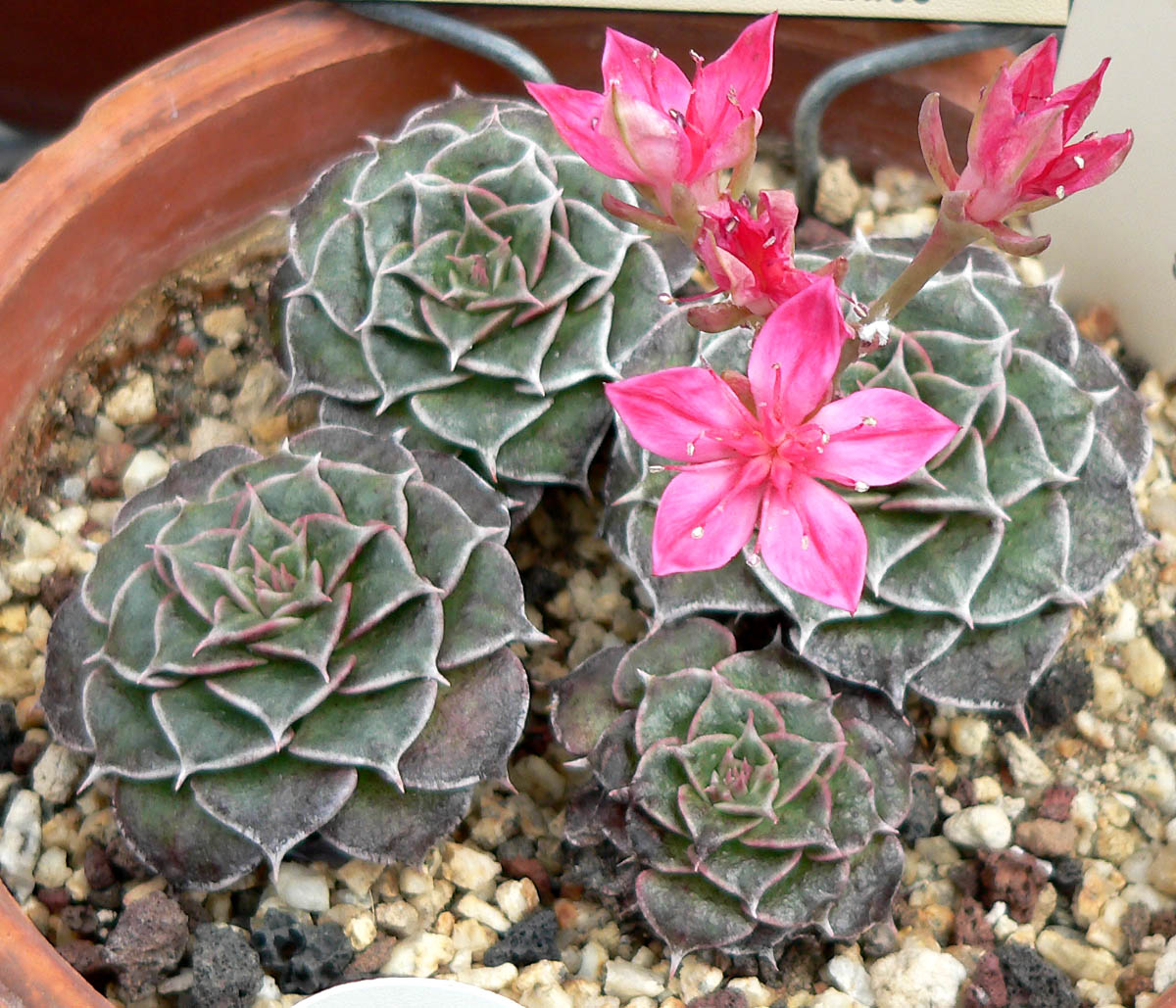
G. bellum
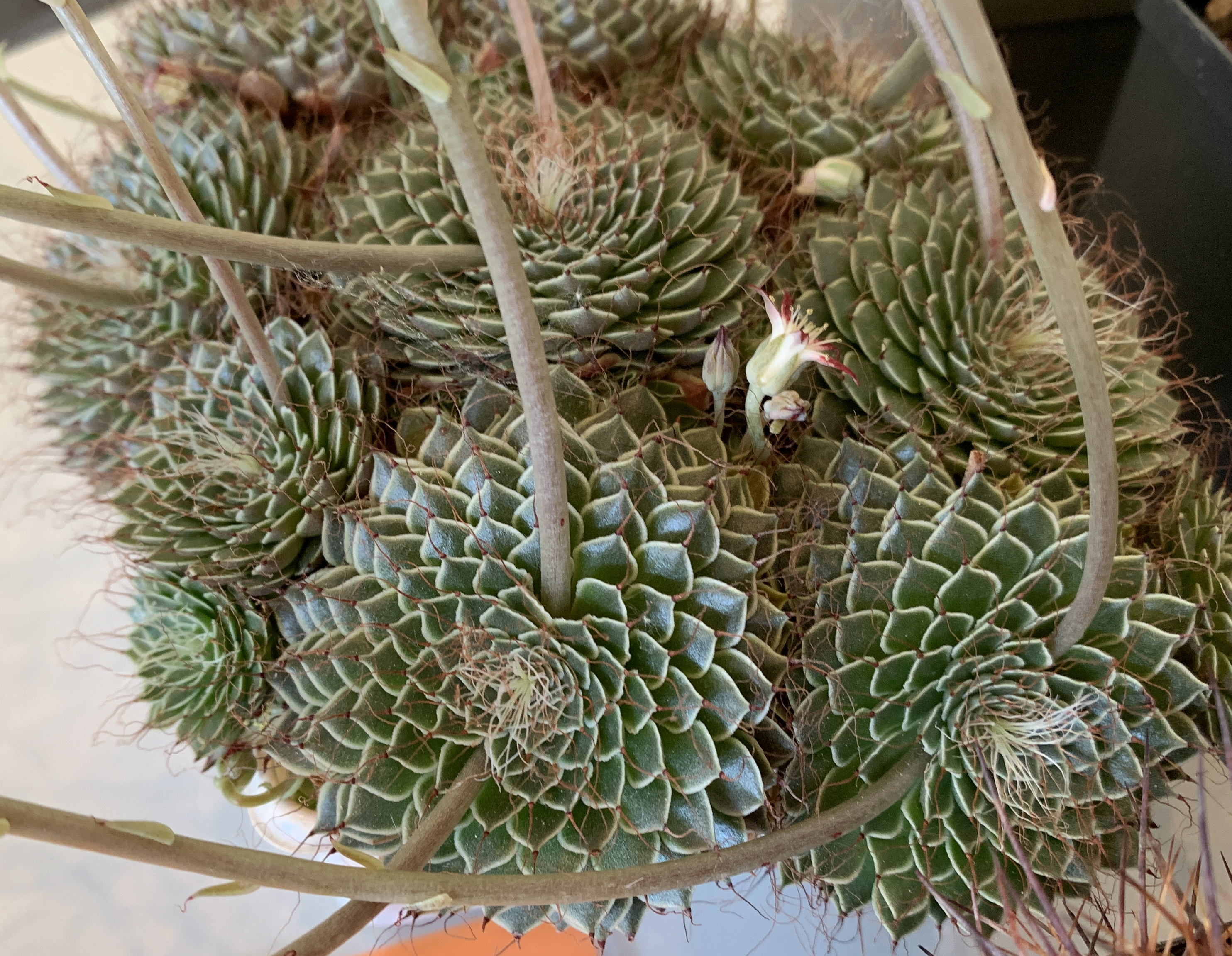
G. filiferum
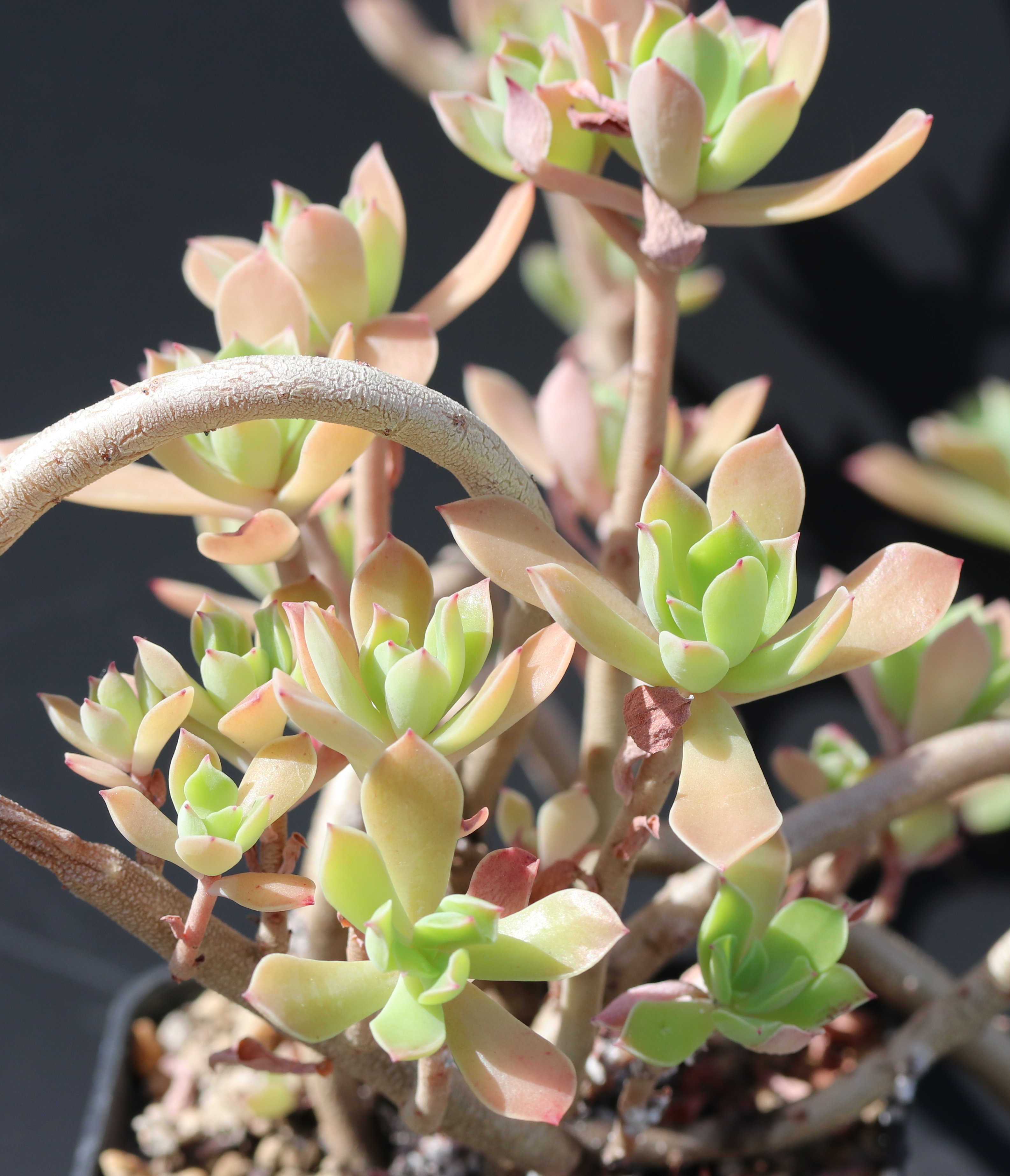
G. fruticosum
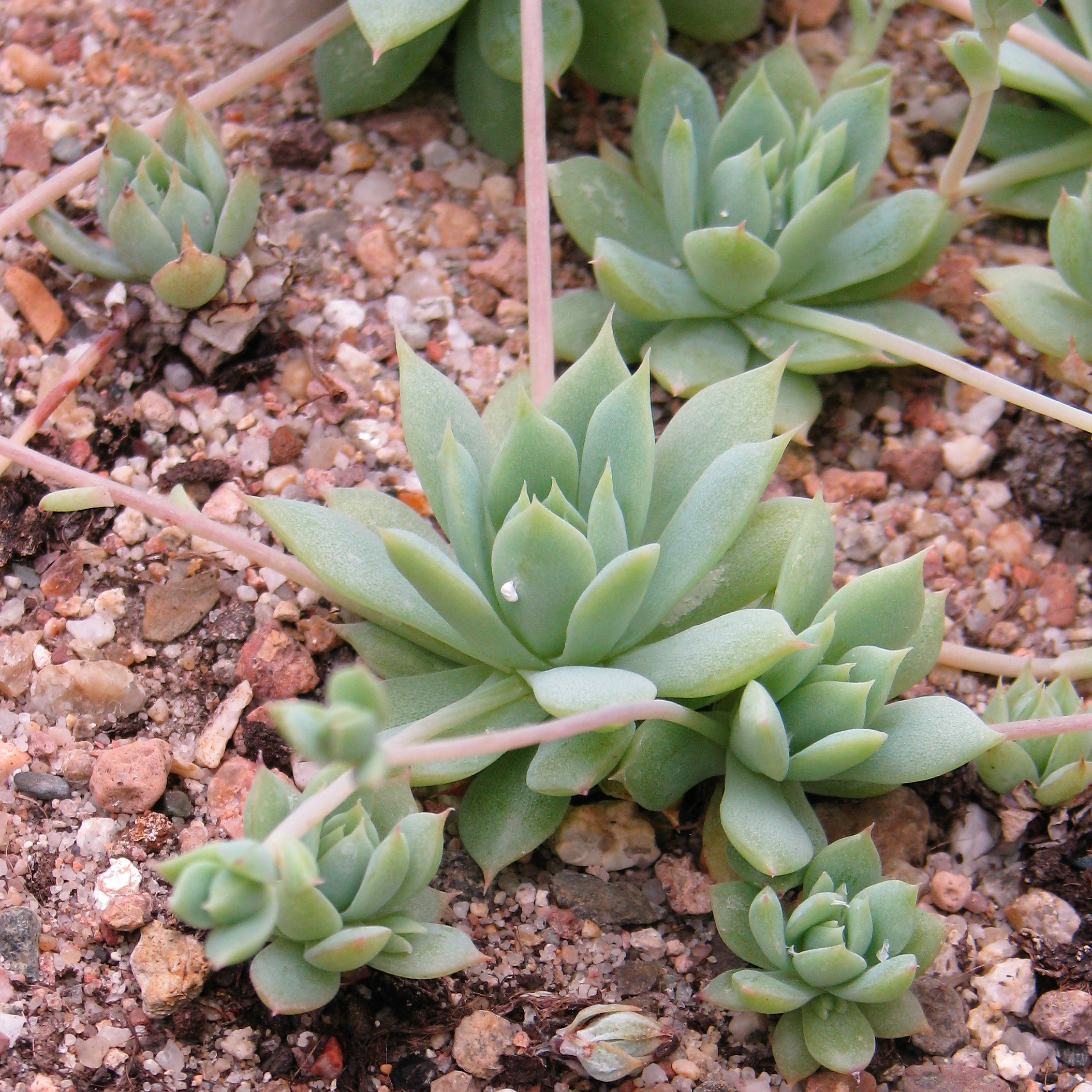
G. macdougallii
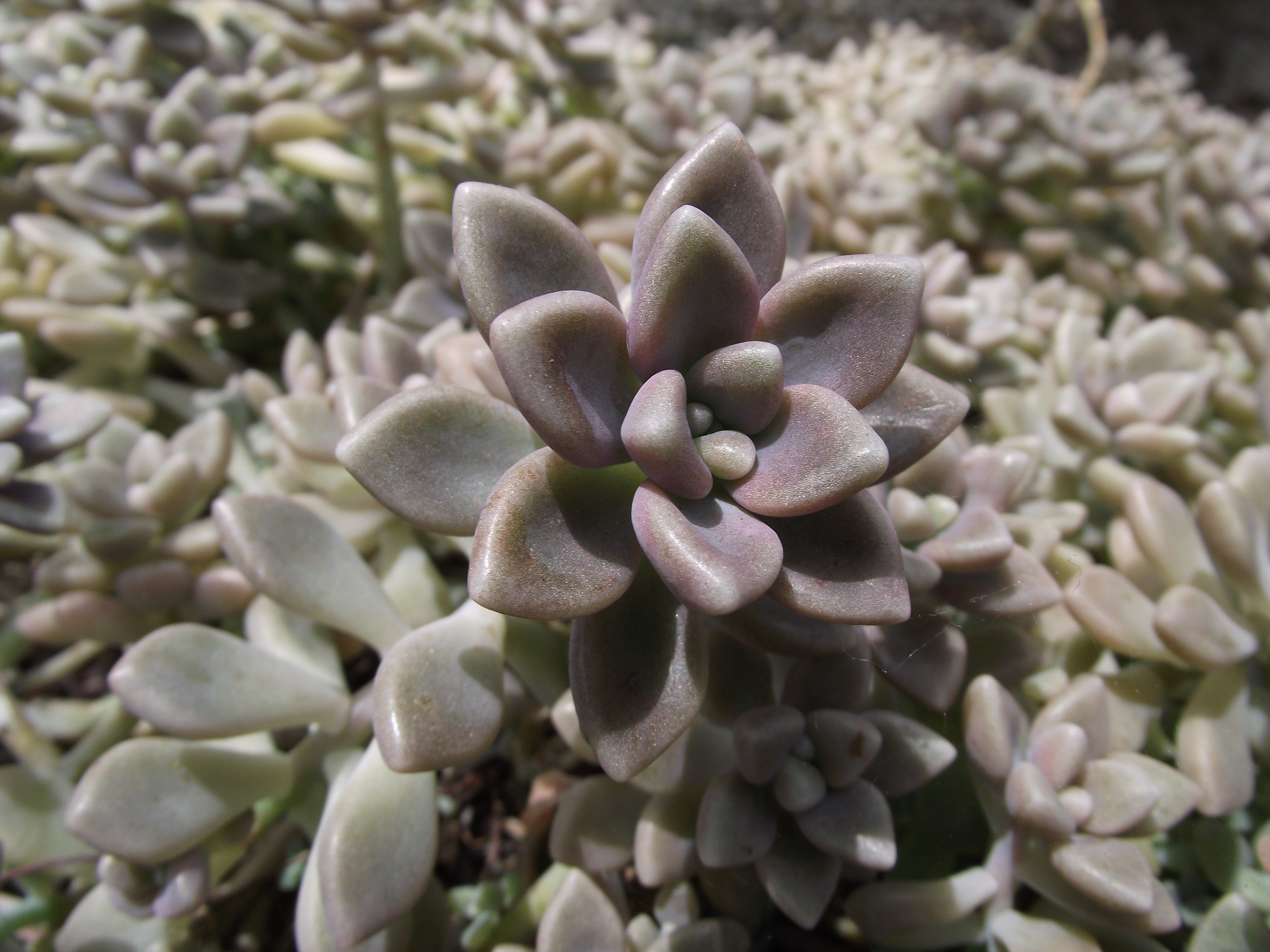
G. mendozae
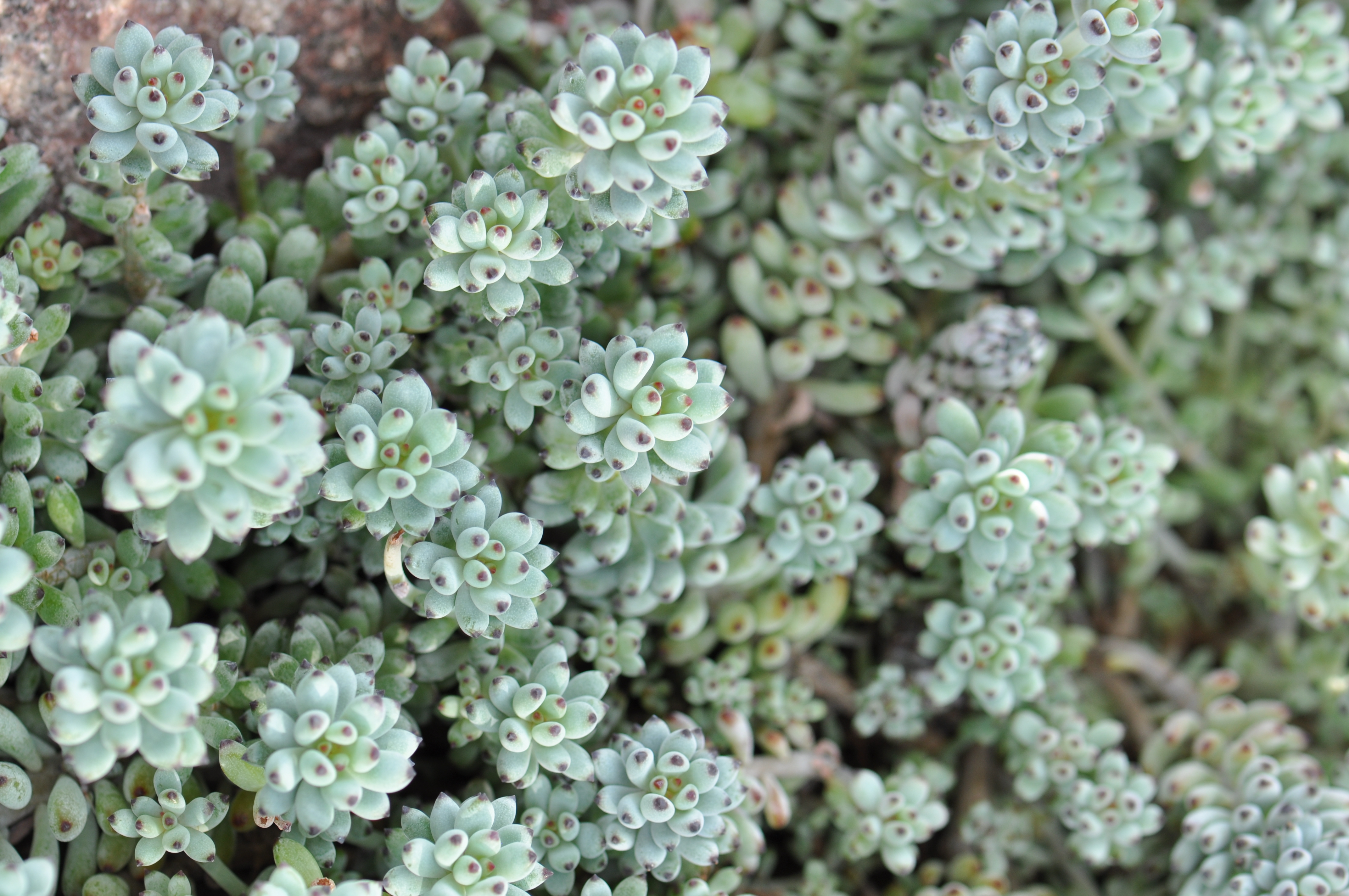
G. pachyphyllum
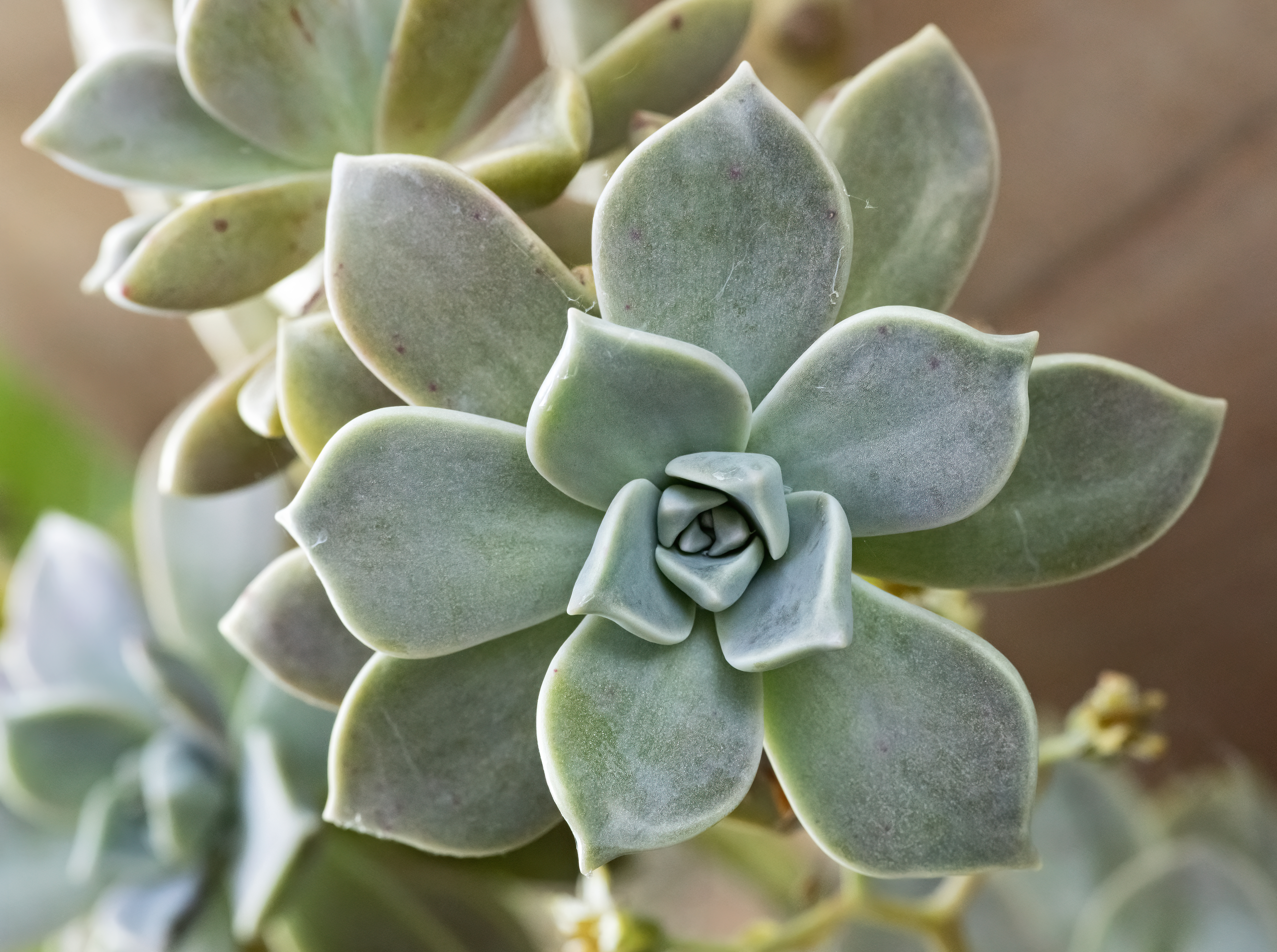
G. paraguayense
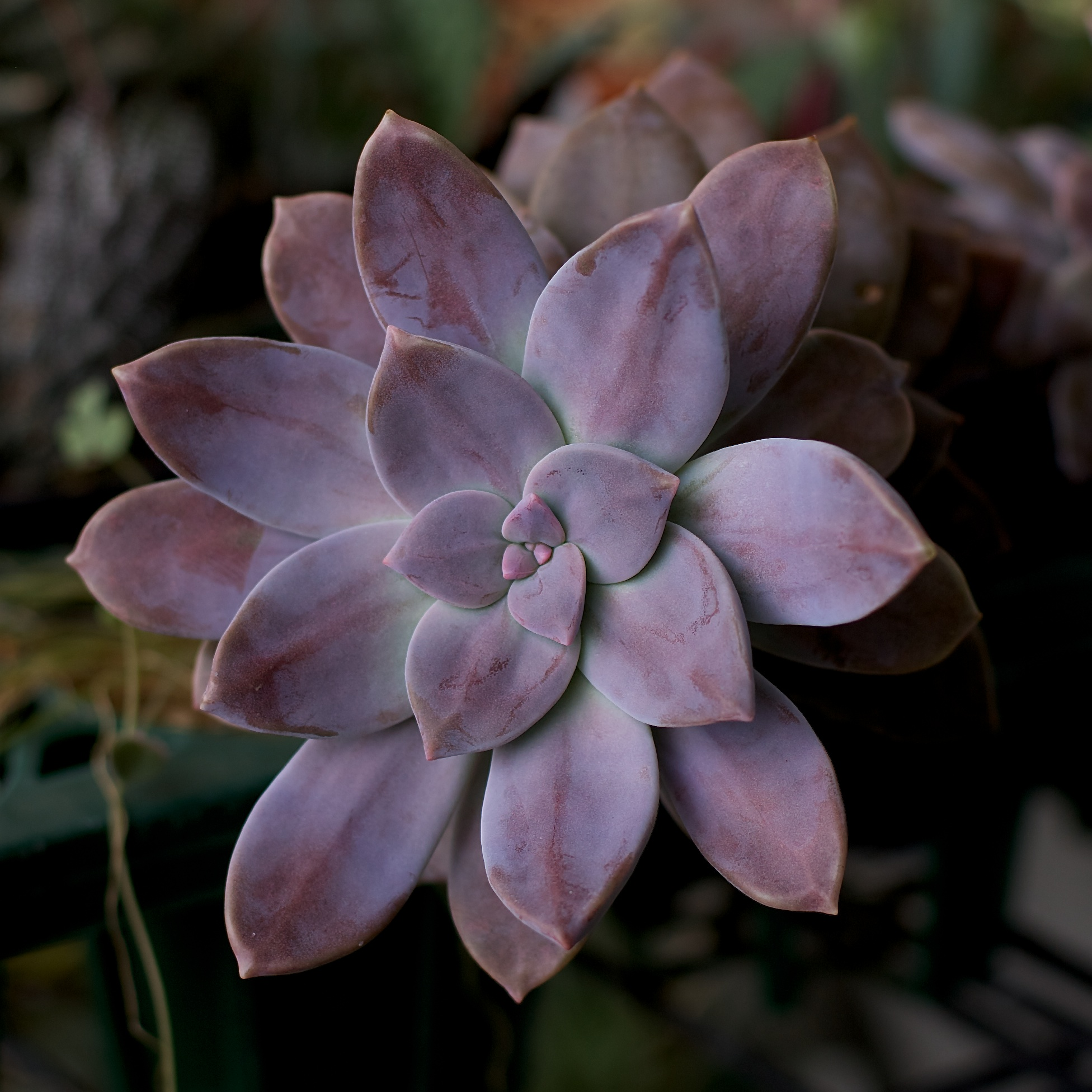
G. superbum